# Wesley C. Miller
Wesley C. Miller (* 27. Dezember 1894 in Haverhill, Massachusetts; † 19. April 1962 in Los Angeles, Kalifornien) war ein US-amerikanischer Tontechniker.

## Leben
Miller absolvierte mehrere technische Studiengänge. 1915 schloss er an der University of Rhode Island mit einem Bachelor of Science ab. 1919 besuchte er in Paris die École supérieure d’électricité, 1922 erhielt Miller einen weiteren akademischen Grad in Elektrotechnik. Mit dem Dr.-Ing. vollendete er 1955 seine Studiengänge.
Ehe Miller zum Film stieß, betätigte er sich mit der Erfindung und Weiterentwicklung technischer Geräte wie zum Beispiel einem Verstärker für Rundfunkgeräte. Zeitweilig stand er in Diensten der Bell Telephone Laboratories. Für eine seiner Erfindungen im Verbund mit J. W. Stafford und K. M. Frierson wurden die drei Männer 1955 mit einem Sonder-Oscar im Bereich der Technischen Verdienste ausgezeichnet – in Anerkennung ihrer Entwicklung eines „elektronischen Tondruck-Vergleichsgeräts“ („electronic sound printing comparison device“), wie es in der Begründung hieß.
Zum Film stieß Miller erstmals 1929, unmittelbar nach Anbruch der Tonfilmära, als er als Tonassistent diente. Erst ab 1953 ist er regelmäßig in der Spielfilmherstellung nachweisbar; dabei oblag ihm in Diensten der MGM zumeist die Oberaufsicht bei den Tonaufnahmen (recording Supervisor bzw. Sound recording Supervisor). Seit der Erlangung des Doktorgrades 1955 erhielt der Tontechniker seine credits durchgehend unter Dr. Wesley C. Miller. In dieser Zeit, von 1955 bis 1958, erhielt er vier Oscar-Nominierungen. Mit der MGM-Fernsehserie Northwest Passage beendete Wesley Miller 1959 seine Karriere in der Zelluloidbranche. Anschließend nahm er nur noch beratende Funktionen ein.